# 嶋田崇彦
嶋田 崇彦（しまだたかひこ 1947年〈昭和22年〉3月3日 - ）は、元朝日放送アナウンサー。現在は顧問。

## 来歴・人物
東京都出身。
1969年、朝日放送に入社。同期のアナウンサーに戸倉信吉、乾龍介、村田好夫がいる。主にスポーツ実況を担当。テレビ朝日系列でのモスクワオリンピック中継（1980年）では、朝日放送代表として一部種目の実況を担当する予定だったが日本不参加により中継規模縮小で実現しなかった。
1991年に人事異動でアナウンス職を離れ、総務局専任局長などを経て2006年に定年を迎えた後は、顧問として在籍。その傍ら大阪市立大学大学院へ進学。河内長野市（大阪府）文化振興計画推進委員会の委員長を務める。
2009年10月17日放送の「Club JONR」で、18年振りに番組出演。2回目（同年11月28日放送分）からは、自ら取材した模様を収めた音源や、ライフワークの「都市と文化」をテーマにしたシリーズ企画も放送。2010年3月14日のABCラジオスプリングフェスタ公開録音をもって降板した。

## 今までに出演した番組
- Club JONR
- ABCヤングリクエスト[1]
- プロ野球中継
- 全国高等学校野球選手権大会
- 全日本大学女子駅伝対校選手権大会
- 中央競馬実況中継
- スポーツフルサンデー

## 関係人物
- 戸倉信吉
- 乾龍介
- 村田好夫